# Dean Jones
Dean Carroll Jones (Decatur, 25 de janeiro de 1931 — Los Angeles, 1 de setembro de 2015) foi um ator norte-americano, reconhecido por protagonizar em filmes como Se Meu Fusca Falasse (1968) e Beethoven, O Magnífico (1992).
| Ano  | Título                             | Função                               | Notas                                          |
| 1956 | Somebody Up There Likes Me         | Privado na tenda de Rocky            | Sem créditos                                   |
| 1956 | These Wilder Years                 | Atendente de Hardware                |                                                |
| 1956 | Tea and Sympathy                   | Ollie                                |                                                |
| 1956 | The Opposite Sex                   | Assistente de gerente de palco       | Sem créditos                                   |
| 1956 | The Rack                           | Tenente                              | Sem créditos                                   |
| 1956 | The Great American Pastime         | Buck Rivers                          |                                                |
| 1957 | Slander                            | Apresentador                         | Sem créditos                                   |
| 1957 | Ten Thousand Bedrooms              | E                                    |                                                |
| 1957 | Designing Woman                    | Gerente de Palco Assistente (Boston) | Sem créditos                                   |
| 1957 | Until They Sail                    | Tenente da Marinha dos EUA           | Sem créditos                                   |
| 1957 | Jailhouse Rock                     | Teddy Talbot                         |                                                |
| 1958 | Handle with Care                   | Zachary Davis                        |                                                |
| 1958 | Imitation General                  | Cpl. Vendedores de Terry             |                                                |
| 1958 | Torpedo Run                        | Tenente Jake "Fuzz" Foley            |                                                |
| 1959 | Night of the Quarter Moon          | Lexington Nelson                     |                                                |
| 1959 | Never So Few                       | Sargento Jim Norby                   |                                                |
| 1963 | Under the Yum Yum Tree             | David Manning                        |                                                |
| 1964 | The New Interns                    | Adoração do Dr. Lew                  |                                                |
| 1965 | Two on a Guillotine                | Val Henderson                        |                                                |
| 1965 | That Darn Cat!                     | Agente do FBI Zeke Kelso             |                                                |
| 1966 | The Ugly Dachshund                 | Mark Garrison                        |                                                |
| 1966 | Any Wednesday                      | Cass Henderson                       |                                                |
| 1967 | Monkeys, Go Home!                  | Hank Dussard                         |                                                |
| 1968 | Blackbeard's Ghost                 | Steve Walker                         |                                                |
| 1968 | The Horse in the Gray Flannel Suit | Fred Bolton                          |                                                |
| 1969 | The Love Bug                       | Jim Douglas                          |                                                |
| 1970 | Mr. Superinvisible                 | Peter Denwell                        |                                                |
| 1971 | The Million Dollar Duck            | Professor Albert Dooley              |                                                |
| 1972 | Snowball Express                   | Johnny Baxter                        |                                                |
| 1976 | The Shaggy D.A.                    | Wilby Daniels                        |                                                |
| 1977 | Herbie Goes to Monte Carlo         | Jim Douglas                          |                                                |
| 1978 | Born Again                         | Charles Colson                       |                                                |
| 1986 | St. John in Exile                  | São João                             |                                                |
| 1991 | Other People's Money               | Bill Coles                           |                                                |
| 1992 | Beethoven                          | Dr. Herman Varnick                   |                                                |
| 1994 | Clear and Present Danger           | Juiz Arthur Moore                    |                                                |
| 1994 | The Visual Bible: Acts             | Lucas o Evangelista                  |                                                |
| 1996 | A spasso nel tempo                 | Professor Mortimer / Joe             |                                                |
| 1997 | That Darn Cat                      | Sr. Flint                            |                                                |
| 1998 | Batman & Mr. Freeze: SubZero       | Dean Arbagast (voz)                  | Filme direto para vídeo                        |
| 2007 | Lavinia's Heist                    | Tony Cavaletti                       | Filme curto                                    |
| 2009 | Mandie and the Secret Tunnel       | Jason Bond                           |                                                |
| 2009 | God Provides                       | Abraão                               | Filme direto para vídeo (papel final no filme) |